# Forsthaus Buchenhain
Forsthaus Buchenhain, niedersorbisch Gólnikaŕnja Grabowina, ist ein Wohnplatz der Gemeinde Schlepzig im Landkreis Dahme-Spreewald in Brandenburg.

## Geografische Lage
Der Wohnplatz liegt rund 1,4 km nordwestlich des Gemeindezentrums am nordöstlichen Rand des Naturschutzgebietes Innerer Unterspreewald. Der Schiwanstrom fließt am östlichen Rand der Wohnbebauung vorbei. Östlich hiervon liegt eine Niederungsfläche zwischen dem Zerniasfließ und der ebenfalls östlich gelegenen Spree. Südlich führt die Landstraße 421 in West-Ost-Richtung am Wohnplatz vorbei. Von dort besteht eine Verbindung zur Siedlung.